# Keely Smith
Keely Smith, geboren als Dorothy Jacqueline ('Dot') Keely (Norfolk, 9 maart 1928 – 16 december, 2017), was een Amerikaanse pop- en jazzzangeres.

## Biografie
Keely Smiths carrière als zangeres begon op 14-jarige leeftijd, toen ze zong in de band van de marinepiloten in haar geboortestad. Op 15-jarige leeftijd kreeg ze haar eerste betaalde baan in de Earl Bennett Band.
Smith stond in 1949 voor de eerste keer voor de microfoon met Louis Prima. Ze namen daarna samen veel songs op en gingen ook samen op het podium. Beiden trouwden in 1953. That Old Black Magic (geschreven door Johnny Mercer en Harold Arlen) werd in 1958 een top 20-hit in de Verenigde Staten. Het paar werd voor hun opname van de song onderscheiden bij de Grammy Award-uitreiking in 1959 in de categorie 'Beste vertolking van een zanggroep'. Er volgden kleinere hits met I've Got You Under My Skin en Bei Mir Bist Du Schoen, een cover van de hit van de Andrews Sisters uit 1937.
Het paar was met hun show (waarbij saxofonist Sam Butera de muzikale leiding had) een van de hoofdattracties van het lounge-circuit van Las Vegas in de jaren 1950. Vijf keer per week traden ze op in de Casbar Lounge van de Sahara Casinos. Daarbij lokten ze met de bijgeschaafde muzikale arrangementen en de humoristische show niet alleen spelers en toeristen, maar ook regelmatig de grote sterren uit deze tijd als Frank Sinatra, Dean Martin, Sammy Davis jr., Spencer Tracy, Gary Cooper, Natalie Wood, Robert Wagner, Howard Hughes en de jonge senator John F. Kennedy (bij wiens installatie als president Keely dan ook zong). De shows werden deels opgenomen en op lp's uitgebracht, die regelmatig hoge klasseringen in de hitlijsten bereikten. Keely bracht buiten de gezamenlijke werken met Prima ook de solosingle I Wish You Love uit, die haar een Grammy-nominatie opleverde en waarvan in de Verenigde Staten meer dan een miljoen exemplaren werden verkocht.
In 1958 vierde Keely haar filmdebuut naast Robert Mitchum in Thunder Road. Een jaar later trad ze op in de film Hey Boy! Hey Girl! naast haar echtgenoot. In 1961 liet Keely zich scheiden van Prima wegens zijn buitenechtelijke relaties en zijn gewelddadigheid. Iets later weigerde ze een huwelijksaanzoek van Frank Sinatra, omdat hij volgens haar te vaak vloekte. Tijdens een interview in 2001 verklaarde ze, dat dit geen omgang was voor haar twee dochters. Ze tekende een contract bij Reprise Records, waar ze o.l.v. Nelson Riddle verdere platen opnam. In 1965 lukte haar de binnenkomst in de Britse hitlijsten met een album met Beatles-coverversies (The Lennon-McCartney Songbook, hoogste klassering #12). Ze trouwde weer en trok zich terug uit de muziekbusiness.
Haar bekendste fans waren de acteur Robert De Niro en regisseur Martin Scorsese, die Keely's muziek hebben gebruikt in vele films, zoals in The Deer Hunter, Casino en Mad Dog and Glory. Bovendien hoorde men haar o.a. in de bioscoophits Analyze This en Big Night. In 1985 vierde ze met I'm in Love Again een comeback. Ze kreeg een ster op de Hollywood Walk of Fame. Haar albums Keely Sings Sinatra (2001), waarvoor ze weer een Grammy-nominatie kreeg, Swing, Swing, Swing (2002) en Keely Swings Basie Style with Strings (2002) werden door critici en fans welwillend geaccepteerd. In 2005 bracht Smith Vegas '58 – Today uit, een compilatie van liveopnamen van haar bekendste songs. Tijdens de laatste jaren werd ze geproduceerd door haar langjarige echtgenoot Bobby Milano.
Tot enkele jaren voor haar overlijden gaf ze steeds weer concerten in de Verenigde Staten. In april 2007 stond ze in het New Yorkse Café Carlyle de hele maand op het podium. Eind 2007 was ze te zien in de documentaire Mr. Warmth: The Don Rickles Project van John Landis over de carrière van de acteur en humorist Don Rickles. Tijdens de 50ste Grammy-uitreiking op 10 februari 2008 zong Keely Smith samen met Kid Rock de song That Old Black Magic, waarvoor haar en Louis Prima tijdens de eerste Grammy Awards in 1959 de muziekprijs was worden uitgereikt.

## Overlijden
Keely Smith overleed in december 2017 op 89-jarige leeftijd

## Discografie
- 1957: I Wish You Love (Capitol Records)
- 1959: Swingin' Pretty (Capitol Records)
- 1962: Cheerokeely Swings (Jasmine)
- 2000: Swing, Swing, Swing (Concord Records)
- 2001: Keely Sings Sinatra (Concord Records)
- 2002: Keely Swings Basie Style ... with strings (Concord Records)

- Biblioteca Nacional de España: XX1539577
- Bibliothèque nationale de France: cb139219844 (data)
- Catàleg d'autoritats de noms i títols de Catalunya: 981058521068006706
- Gemeinsame Normdatei: 134587944
- International Standard Name Identifier: 0000 0000 5938 699X
- Library of Congress Control Number: n91089475
- Nationale Bibliotheek van Letland: 000071545
- MusicBrainz: ca3f7a20-1bff-4404-8928-f8eedab1ab4a
- Nationale Bibliotheek van Israël: 987007386692405171
- SNAC: w6tr9203
- Virtual International Authority File: 61733574
- WorldCat: E39PCjyqd97KDKMXGtXFfQBvwP